# Hôtel Montrieux
L'Hôtel Montrieux, puis Bordeaux-Montrieux est un hôtel particulier situé au 3, boulevard du Maréchal-Foch à Angers, dans le département de Maine-et-Loire, en région Pays de la Loire, France. Construit entre 1856 et 1861 pour René Montrieux, un riche industriel et maire d'Angers, ce bâtiment est un exemple notable de l'architecture du XIXe siècle.

## Histoire et architecture
L'édifice a été bâti entre 1855 et 1861 sur les plans d'un architecte originaire de Paris, François-Athanase Mortier, qui a également construit la résidence campagnarde de Montrieux, le château des Buhards à La Jumellière. Initialement, l'Hôtel Montrieux comportait des communs qui ont été supprimés peu après 1990. Le style architectural de l'hôtel reflète l'esthétique bourgeoise et industrielle de l'époque, avec une attention particulière aux détails artistiques et ornementaux.

## Statut patrimonial
L'Hôtel Montrieux est inscrit au titre des monuments historiques en 1986 et classé en 1990. Ce statut protège le bâtiment et souligne son importance patrimoniale et historique dans le contexte d'Angers et de la France. Le bâtiment est ainsi reconnu non seulement pour son architecture mais aussi pour son rôle dans l'histoire locale.

## Localisation
Situé au cœur de la ville d'Angers, l'hôtel se trouve à proximité de plusieurs autres bâtiments et sites historiques, ce qui en fait un point d'intérêt pour les visiteurs. L'adresse exacte est : 3, boulevard du Maréchal-Foch, 49100 Angers,. Les coordonnées géographiques sont 47° 28′ 09.84″ N, 0° 32′ 53.88″ W.
L'hôtel Montrieux est un témoin significatif de l'histoire et de l'architecture du XIXe siècle à Angers.